# John Frederick Goddard
John Frederick Goddard fue un químico y profesor de la Royal Adelaide Gallery en Londres cuya contribución al campo de la química fotográfica permitió reducir hasta una décima parte el tiempo necesario para realizar la toma de un daguerrotipo.
Su trabajo como profesor de óptica y ciencias naturales en Adelaide Gallery motivó que Richard Beard lo contratase para investigar sobre los procesos químicos en los daguerrotipos. Varios investigadores habían sugerido que si se recubriese la superficie yodada del soporte con otros halógenos como el bromo o el cloro aumentaría la sensibilidad a la luz. Las investigaciones que llevó a cabo Goddard tuvieron éxito y consiguió reducir el tiempo de exposición necesario para hacer un retrato unas diez veces. El 12 de diciembre de 1840 publicó en The Literary Gazette su procedimiento que calificó de «acelerador del daguerrotipo».
La combinación de este proceso con el uso de las lentes de Petzval permitió realizar retratos con suficiente facilidad sin que los personas fotografiadas tuviesen que soportar exposiciones de varios minutos. Este hecho motivó que Richard Beard abriese un estudio fotográfico en Londres que se puede considerar el primer estudio de retrato de Europa dirigido al gran público. El estudio se abrió en la terraza del instituto Royal Politecnic.
El método patentado por Beard tuvo una polémica con el desarrollado por Antoine Claudet que abrió en 1841 el que puede considerarse como el segundo estudio de retrato creado Europa, en la terraza del Royal Adelaide Gallery